# Еверли (Ајова)
Еверли (енгл. Everly) град је у америчкој савезној држави Ајова. По попису становништва из 2010. у њему је живело 603 становника.

## Демографија
Према попису становништва из 2010. у граду је живело 603 становника, што је -44 (-6.8%) становника више него 2000. године.
| Група             | 2000.       | 2010.       |
| Белци             | 642 (99,2%) | 595 (98,7%) |
| Афроамериканци    | 0 (0,0%)    | 0 (0,0%)    |
| Азијати           | 0 (0,0%)    | 0 (0,0%)    |
| Хиспаноамериканци | 0 (0,0%)    | 6 (1,0%)    |
| Укупно            | 647         | 603         |